# Leoncio Huayllani Taype
Leoncio Huayllani Taype (Arma, 18 de agosto de 1962) es un doctor en educación, en contabilidad y político peruano. Actualmente es el Gobernador Regional de Huancavelica, para el  periodo 2023-2026. También fue alcalde provincial de Huancavelica entre 2011 y 2014.
Nació en el distrito de Arma, provincia de Castrovirreyna, departamento de Huancavelica, Perú, el 18 de agosto de 1962, hijo de Graciano Huayllani Otañe y María Magdalena Taype Quinto. Cursó sus estudios primarios y secundarios en la ciudad de Huancavelica. Entre 1980 y 1985 cursó estudios superiores de contabilidad en la Universidad Nacional del Centro del Perú en la ciudad de Huancayo. Posteriormente, entre 2008 y 2010 cursó la carrera de educación en la Universidad César Vallejo en Trujillo. Entre 2001 y 2002 cursó la maestría en administración de negocios en la Universidad Católica de Salta, Argentina, y entre 2004 y 2005 el doctorado en contabilidad en la Universidad Nacional Federico Villarreal de Lima y, entre 2009 y 2010, el doctorado en educación por la Universidad César Vallejo.
Su primera participación política fue en las elecciones municipales de 1993 en las que fue postuló a regidor de la provincia de Huancavelica sin alcanzar la elección. Tentó la alcaldía provincial de Huancavelica en las elecciones de 2002, 2006 y 2010 por el Movimiento Regional Ayni obteniéndola recién en esta tercera oportunidad. Tentó también la presidencia regional de Huancavelica en las elecciones regionales del 2014 y en las del 2018 sin obtener la elección.
En el 2022 es elegido gobernador regional de Huancavelica con Movimiento Regional Ayni.